# 초가장 및 담장장
초가장 및 담장장은 충청남도 아산시 송악면에 있다. 2014년 3월 25일 아산시의 향토문화유산 제호로 지정되었다.

## 개요
초가장은 볏짚으로 지붕을 잇는 이엉잇기의 장인을 말하는 것으로 현재 외암마을에서 이엉잇기에 참여하고 있는 사람은 11명정도이다. 마을에는 모두 돌담으로 되어 있고, 초가 이엉잇기를 하는 사람들이 모두 돌담도 쌓고 있으며, 돌담쌓기도 마을 어른들로부터 자연스럽게 익힌 것이라고 한다. 집을 다 짓고 나면 마지막으로 담장을 쌓는데, 담장에는 토담이 가장 많고 다음이 돌담이다. 현재 외암마을의 담장은 대부분 돌담으로 예부터 마을 사람들이 직접 쌓았다. 담장을 쌓는 장인들은 초가장의 장인들과 같다.